# Üvegfal mögött
Az Üvegfal mögött (Derrière la vitre) Robert Merle Goncourt-díjas francia író 1970-ben írt műve. Regényének alapötlete 1967 novemberében született, amikor hallgatóitól azt kérte, hogy beszéljenek magukról mindenféle kendőzések és tabuk nélkül. Terve az volt, hogy a nanterre-i diákok mindennapi életéről ír, és a legtöbbjük élete csakugyan mindennapi maradt még akkor is, amikor az aktív elemek fellépése egyszerre csak drámai fordulatot idézett elő.

## Cselekmény
A regény az 1968-as nanterre-i diákfelkelés előzményeinek leírása. A mű egyetlen nap története (1968. március 22). Helyszín: a francia főváros melletti Nanterre, a Sorbonne kihelyezett bölcsészkara. Az elégedetlen diákok elfoglalják az egyetem épületeit, az igazgatóság termeiben gyűléseket tartanak, elnököt választanak, önálló döntéseket hoznak, megvalósítják az önkormányzatot. Vezetőjük egy német származású egyetemista, Cohn-Bendit.
Az író, bár regényt írt, a dokumentum tárgyilagosságával is hat. "Színpadán" mindenki szerepel: a balos maoista, a mérsékelt szocialista, a szimpatizáns tanár, a tanársegéd, az algériai vendégmunkás. Merle így alkot pontos képet a későbbi párizsi események aktív és passzív résztvevőinek életéről, politikai és morális beállítottságáról. A történet óta húsz év telt el. Bizonyára nem lesz érdektelen az olvasók előtt egy olyan – ma már történelmi – esemény előzményeinek vizsgálata, amely pozitív és negatív eredményeivel azóta is befolyásolja a francia belpolitikát. A regény sikerét a szerző hallatlanul magabiztos, közvetlen stílusa is biztosítja.

## Magyarul
- Üvegfal mögött; ford. Réz Ádám, bev. Köpeczi Béla; Európa, Bp., 1974

## Külső hivatkozások
Legeza Ilona könyvismertetője